# Bartolomé Bermejo
Pour les articles homonymes, voir Bermejo.
Bartolomé Bermejo, de son vrai nom Bartolomé de Cárdenas (Cordoue, v. 1440 - Barcelone, v. 1500) est un peintre espagnol représentatif du style hispano-flamand. 
Formé aux Pays-Bas, il travaille dans le royaume d'Aragon puis à Barcelone, où il peint pour des commanditaires religieux. 
Ses premières œuvres conservent le caractère décoratif de la peinture aragonaise, puis il montre ensuite l'influence qu'il a reçue des maîtres flamands, en particulier Van der Weyden et Van Eyck, et développe sa maîtrise de la perspective et de la représentation minutieuse des détails.

## Œuvres

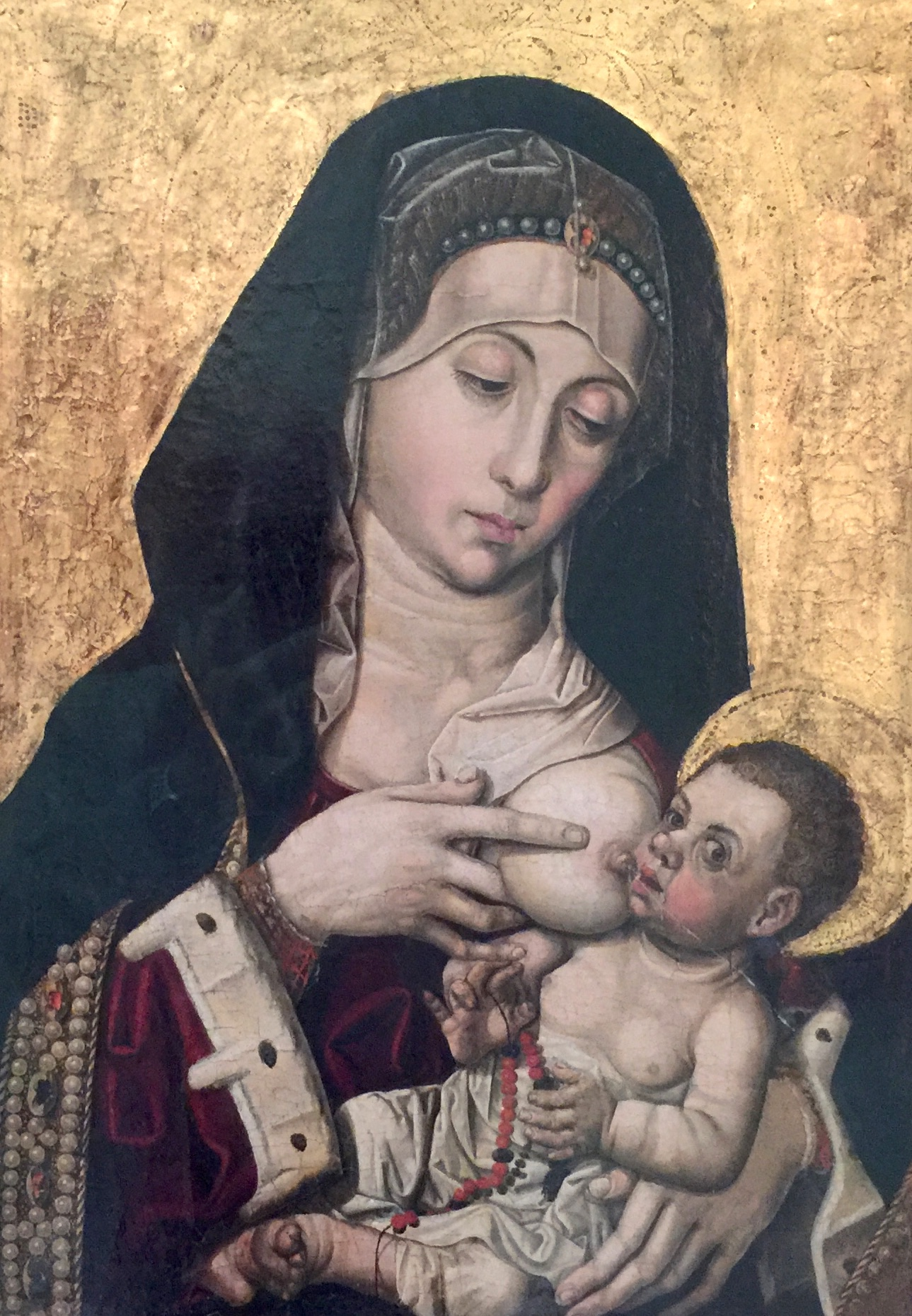
Vierge allaitante, Valence.

- Retable de saint Michel (v. 1468), National Gallery, Londres (panneau central)
- Retable de saint Dominique de Silos (1474-1477), Musée du Prado, Madrid (panneau central)
- Retable de santa Engracia (v. 1476), collégiale de Daroca (Crucifixion)
- Retable de la Vierge de Montserrat (v. 1485), technique mixte sur bois, sacristie de la cathédrale d'Acqui Terme, Italie
- Pietà du chanoine Despla ou Pietà entre saint Jérôme et le donateur (1490), Barcelone, Musée de la cathédrale
- Descente aux limbes, Musée national d'art de Catalogne, Barcelone[1]
- Christ au tombeau soutenu par deux anges, 1468